# Hesperophasma cordiferum
Hesperophasma cordiferum är en insektsart som beskrevs av Rehn, J.A.G. 1938. Hesperophasma cordiferum ingår i släktet Hesperophasma och familjen Pseudophasmatidae. Inga underarter finns listade i Catalogue of Life.